# Onthophagus carinifer
Onthophagus carinifer là một loài bọ cánh cứng trong họ Bọ hung (Scarabaeidae).